# Plagioecia tortuosa
Plagioecia tortuosa är en mossdjursart som beskrevs av Osburn 1953. Plagioecia tortuosa ingår i släktet Plagioecia och familjen Plagioeciidae. Inga underarter finns listade i Catalogue of Life.